# Буре амонтиљада
„Буре амонтиљада” (енгл. The Cask of Amontillado) је приповетка америчког писца Едгара Алана Поа, први пут објављена у новембру 1846. у часопису Godey's Lady's Book. Прича, смештена у неименовани италијански град у време карневала, говори о човеку који се фатално освети пријатељу који га је, како верује, увредио. Попут неколико Поових прича, и у складу са фасцинацијом овом темом из 19. века, наратив прати особу која је жива закопана – у овом случају, зазидана. Као и у приповеткама „Црни мачак” и „Издајничко срце”, По преноси причу из перспективе убице.

## Радња
Приповедач, племић по имену Монтресор, описује своју освету против познаника, племића Фортуната. Љут због бројних повреда и неодређене увреде, Монтресор одлучује да се освети а да га не ухвате, као и да се побрине да Фортунато сазна да је одговоран.
Током годишње сезоне карневала, Монтресор проналази пијаног Фортуната и тражи од њега да потврди аутентичност недавно купљене бачве онога што му описује као вино амонтиљадо. Док се њих двојица спуштају у винске подруме и катакомбе испод Монтресорове куће, Монтресор изражава забринутост због Фортунатовог упорног кашља и утицаја који ће влага имати на његово здравље. Неустрашиви Фортунато наставља даље, намеравајући да проба амонтиљадо, а Монтресор му даје још вина да остане опијен. Монтресор описује свој породични грб: златно стопало на плавој позадини које гњечи змију чији су очњаци забијени у пету, уз мото Nemo me impune lacessit („Нико ме не повређује некажњен”). У једном тренутку, Фортунато прави гест који Монтресор не препознаје и закључује да Монтресор није масон. Монтресор му показује лопатицу као од шале, намерно мешајући масонерију са занимањем каменоклесарства.
Стижу до нише дубоко у катакомбама, где Монтресор тврди да је амонтиљадо похрањен. Када Фортунато уђе унутра, Монтресор га везује ланцима за зид. Монтресор почиње да зазида нишу, користећи залихе камена и малтера које је претходно сакрио у близини. Фортунато се брзо отрезни и покуша да побегне, али Монтресор се руга његовим вапајима за помоћ, знајући да нико неће моћи да их чује. Док Монтресор наставља са послом, Фортунато покушава да убеди Монтресора да га пусти, најпре сугеришући да инцидент третирају као практичну шалу, и на крају упутивши последњу очајничку молбу. Како овај постаје све тиши, Монтресор довршава зид и помера гомилу костију да их сакрије, осећајући мучнину у срцу коју одбацује као реакцију на влагу катакомби.
Наводећи да су ниша и Фортунатово тело неометано стајали 50 година, Монтресор закључује свој извештај речима: „In pace requiescat!” („Нека почива у миру!”).

## Историја објављивања
Приповетка је први пут објављена у новембру 1846. у часопису Godey's Lady's Book, који је у то време био најпопуларнији часопис у Америци. Прича је објављена само још једном током Поовог живота, у издању New England Weekly Review-а од 14. новембра 1846. године.

## Анализа
Иако је тема Поове приче убиство, „Буре амонтиљада” није детективска прича попут „Убистава у Улици Морг” или „Украденог писма”; нема истраге Монтресоровог злочина и сам злочинац објашњава како је извршио убиство. Мистерија у овој приповеци је у Монтресоровом мотиву убиства. Без детектива у причи, на читаоцу остаје да реши мистерију. Од почетка приче јасно је стављено до знања да је Монтресор преувеличао увреду коју му је Фортунато нанео. Читалац је наведен да претпостави да ће, слично његовим преувеличаним оптужбама, казна коју одабере представљати оно за шта верује да је једнака правда, а заузврат иде до крајности.
Монтресор никада не наводи свој мотив осим нејасних „хиљаду повреда” и „када се усудио на увреду” на које се позива. Дат је известан контекст, укључујући Монтресорово запажање да је његова породица некада била угледна (али више није тако), и Фортунатове омаловажавајуће опаске о Монтресоровом искључењу из Слободних зидара. Многи коментатори закључују да, без значајног разлога, Монтресор мора да је луд, иако је чак и то упитно због замршених детаља заплета.
Такође постоје докази да Монтресор нема појма о свом мотиву за освету, као ни његова жртва. У свом приповедању о убиству, Монтресор примећује: „Неисправљена је грешка када одмазда захвати онога ко је надокнадио. Једнако је неисправљена када осветник не успе да се осећа као такав према ономе ко је учинио неправду”. Након што је Фортунато окован за зид и скоро жив закопан, Монтресор га само исмејава и опонаша, уместо да открије Фортунату разлоге који стоје иза његове освете. Монтресор можда није био сасвим сигуран у тачну природу увреда за које је очекивао да ће се Фортунато искупити.
Додатно испитивање нејасних повреда и увреда можда има везе са једноставним питањем Монтресоровог поноса, а не са неким конкретним речима Фортуната. Монтресор долази из етаблиране породице. Његова кућа је некада била племенита и поштована, али јој је статус укаљан. Фортунато, као што би његово име могло да указује, био је благословен срећом и богатством и стога га Монтресор сматра непрефињеним; међутим, овај недостатак префињености није спречио Фортуната да надмаши Монтресора у друштву, што би врло лако могао бити мотив „увреде” за Монтресорову освету.
Постоје индиције да Монтресор за своју несрећу и губитак поштовања и достојанства у друштву криви Фортуната. Лако је утврдити да је Фортунато масон, док Монтресор није, што би могао бити извор Фортунатовог недавног успона у друштво више класе. Монтресор чак приписује ту кривицу Фортунату када каже: „Ти си богат, поштован, цењен, вољен; срећан си, као некада ја”. Ова размена судбине је сугестија да, пошто имена Монтресор и Фортунато одражавају једно друго, постоји психолошка реципрочна идентификација између жртве и џелата. Овај идентификациони реципроцитет се даље сугерише када се узме у обзир да Монтресор сахрањује Фортуната у катакомбама породице Монтресор уместо да га пошаље негде другде у граду усред хаоса карневала. Са овим спајањем два лика може се сагледати шири симболизам Монтресоровог грба – нога гази на змију, док змија забија своје очњаке у пету.
Након даљег истраживања праве природе лика, двоструко значење може се извести из Монтресоровог грба. Монтресорова позиција је да себе види као власника праведне ноге која гази дрску змију Фортуната и његових „хиљаду повреда” које прерастају у увреду. Поов алегоријски смисао поставља актере у обрнутом смеру. Слепа будала Фортунато је ненамерно нагазио на змију у трави – лукавог Монтресора – који, као награду за ову случајну модрицу, зарива своје очњаке дубоко у пету свог преступника, заувек их повезујући у облику заједничког постојања.
Иако је Фортунато представљен као познавалац финог вина, његови поступци у причи чине ту претпоставку упитном. На пример, Фортунато коментарише да други племић није у стању да разликује амонтиљадо од шерија када је амонтиљадо у ствари врста шерија, и третира Де Граве, скупо француско вино, са врло мало пажње тако што га пије у једном гутљају. Пошто опијеност омета критичко оцењивање, а познавалац би је избегао током дегустације вина, у причи се наглашава да је Фортунато само алкохоличар. Према овом тумачењу, Фортунатова судбина је такође могла да буде одмазда за трошење флаше доброг вина.
Мотив затварања особе у неки простор без излаза је искоришћен у неколико других Пооових дела, међу којима су „Пад куће Ашера”, „Прерани погреб”, „Црни мачак” и „Береника”.

## Инспирација
Апокрифна легенда каже да је инспирација за „Буре амонтиљада” дошла из приче коју је По чуо на Касл Ајланду у Бостону, када је био редов стациониран у Форт Индепенденсу 1827. године. Према овој легенди, видео је споменик поручнику Роберту Масију. Историјски гледано, Масија је у двобоју мачевима у децембру 1817. убио поручник Гаставус Дрејн, након свађе током игре с картама. Легенда каже да су се други војници тада осветили Дрејну тако што су га напили, намамили у тамницу, везали га ланцима за зид и запечатили у трезору. Ова верзија Дрејнове смрти је лажна; Дрејн је изведен пред војни суд за убиство и ослобођен оптужби, и живео је до 1846. године. Извештај о скелету откривеном на острву може бити збуњено сећање на Поов главни извор, причу „Човек зазидан у зиду” Џоела Хедлија, која говори о томе да је аутор видео зазидани скелет у зиду једне цркве у Италији. Хедлијева прича укључује детаље веома сличне „Бурету амонтиљада”; поред зазидања непријатеља у скривену нишу, прича детаљно описује пажљиво постављање цигли, мотив освете и жртвино мучно јаукање. По је можда такође нашао сличне теме у приповеци La Grande Bretèche Онореа де Балзака, или у роману Град квекера његовог пријатеља Џорџа Липарда. По је можда позајмио Монтресоров породични мото Nemo me impune lacessit од Џејмса Фенимора Купера, који је користио ову реченицу у Последњем Мохиканцу (1826).
По је, међутим, своју причу написао као одговор на свог личног ривала Томаса Дана Инглиша. По и Инглиш су имали неколико конфронтација, које су се обично вртеле око књижевних карикатура један другог. По је сматрао да је једно Инглишово дело отишло предалеко и успешно је тужио његове уреднике у New-York Mirror-у за клевету 1846. године. Те године, Инглиш је објавио роман заснован на освети под називом 1844, или, Моћ С.Ф. Његова радња је била замршена и тешка за праћење, али је упућивала на тајна друштва и имала је главну тему освете. Укључивала је лика по имену Мармадјук Хамерхед, познатог аутора „Црне вране”, који користи фразе као што су „Никад више” и „изгубљена Ленора”, позивајући се на Поову песму „Гавран”. Ова пародија на Поа била је приказана као пијанац, лажов и насилни љубавник.
По је одговорио са „Буретом амонтиљада”, користећи врло специфичне референце на Инглишов роман. У Поовој причи, на пример, Фортунато се позива на тајно друштво масона, слично тајном друштву из романа 1844, и чак чини гест сличан оном који је приказан у истој књизи (то је био знак невоље). Инглиш је такође користио слику жетона са соколом који хвата змију у канџама, слично Монтресоровом грбу који приказује ногу која гази змију – иако на овој слици змија уједа пету. У ствари, већи део сцене „Бурета амонтиљада” потиче из 1844 која се одвија у подземном трезору. На крају, По је тај који „кажњава некажњено” тако што не преузима заслуге за сопствену књижевну освету и ствара сажету причу (за разлику од романа) са јединственим ефектом, као што је предложио у свом есеју „Филозофија композиције”.
По је можда такође био инспирисан, барем делимично, Вашингтонским покретом, друштвом које је промовисало умереност. Групу су чинили реформисани пијанци који су покушавали да уплаше људе да се уздрже од алкохола. По је можда обећао да ће се придружити покрету 1843. након једног опијања, у нади да ће добити политичко именовање. „Буре амонтиљада” би онда могло бити „мрачна прича о умерености”, чији је циљ да шокира људе да схвате опасности опијања.
Ричард П. Бентон, проучавалац Поа, изјавио је да верује да је „Поов протагониста енглеска верзија француског Монтресора” и тврдио је да је Поов модел за Монтресора „био Клод де Бурдеј, гроф од Монтресора, политички завереник из 17. века у пратњи слабовољног брата краља Луја XIII, Гастона Орлеанског”. „Запаженог интриганта и писца мемоара” први пут је повезао са „Буретом амонтиљада” Бертон Р. Полин, други проучавалац Поа.
Даља инспирација за методу Фортунатовог убиства долази из страха од живог сахрањивања. Током временског периода ове приповетке, неким ковчезима су дате методе упозоравања у случају да „покојник” буде жив закопан. Предмети као што су звона везана за удове леша да сигнализирају спољном свету нису били неуобичајени. Ова тема је очигледна у Фортунатовом костиму дворске луде са звончићима на шеширу и његовој судбини живог сахрањивања у катакомбама.
По је можда познавао зидање цигала из прве руке. Многим периодима у Поовом животу недостају значајни биографски детаљи, укључујући оно што је урадио након што је напустио часопис Southern Literary Messenger 1837. године. Поов биограф Џон Х. Инграм писао је Сари Хелен Витман да је неко по имену „Ален” рекао да је По радио „у циглани 'касно у јесен 1834.'”. Овај извор је идентификован као Роберт Т. П. Ален, Поов колега студент са Вест Поинта.